# March ör Die
Albums de Motörhead
1916
(1991) Bastards
(1993)
March ör Die est le dixième album du groupe britannique Motörhead enregistré et publié en 1992.
L'album a été enregistré au Music Grinder Studios, trois batteurs ont participé à la réalisation de cet album :
- Phil Taylor renvoyé juste après l'enregistrement de I Ain't No Nice Guy pour des problèmes récurrents de mémoire et de concentration.
- Mikkey Dee, qui a enregistré uniquement sur Hellraiser (la chanson a été coécrite par Lemmy avec Ozzy Osbourne pour son album No More Tears). Ozzy a également signé avec Epic Records pour son album.
- Tommy Aldridge, alors batteur de Ozzy Osbourne qui a enregistré tous les autres titres sur cet album mais ne sera pas crédité.

L'album a été réalisé par Peter Solley, à l'exception du morceau Hellraiser qui a été produit par Billy Sherwood, et utilisé dans le film Hellraiser 3 sorti en 1992.
La chanson You Better Run a été ré-enregistrée en 2004, pour le film Bob l'éponge, sous le titre You Better Swim.

## Liste des titres
| No  | Titre               | Auteur                                     | Durée |
| --- | ------------------- | ------------------------------------------ | ----- |
| 1.  | Stand               | Lemmy Kilmister, Phil Campbell, Würzel     | 3:31  |
| 2.  | Cat Scratch Fever   | Ted Nugent                                 | 3:52  |
| 3.  | Bad Religion        | Lemmy Kilmister, Phil Campbell, Würzel     | 5:01  |
| 4.  | Jack the Ripper     | Lemmy Kilmister, Phil Campbell, Würzel     | 4:39  |
| 5.  | I Ain't No Nice Guy | Lemmy Kilmister                            | 4:18  |
| 6.  | Hellraiser          | Lemmy Kilmister, Ozzy Osbourne, Zakk Wylde | 4:35  |
| 7.  | Asylum Choir        | Lemmy Kilmister, Phil Campbell, Würzel     | 3:40  |
| 8.  | Too Good to Be True | Lemmy Kilmister, Phil Campbell, Würzel     | 3:36  |
| 9.  | You Better Run      | Lemmy Kilmister                            | 4:51  |
| 10. | Name in Vain        | Lemmy Kilmister, Phil Campbell, Würzel     | 3:06  |
| 11. | March ör Die        | Lemmy Kilmister                            | 5:41  |

## Crédits
- Lemmy : chants, basse et violoncelle.
- Phil Campbell : guitare rythmique et solo
- Würzel : guitare rythmique et solo
- Tommy Aldridge : batterie
- Phil Taylor : batterie sur I Ain't No Nice Guy
- Mikkey Dee : batterie sur Hellraiser

### Invités
- Peter Solley : claviers et arrangements (violoncelle)
- Slash : guitare solo sur I Ain't No Nice Guy et guitare solo et additionnelle sur You Better Run.
- Ozzy Osbourne : chante en duo avec Lemmy sur I Ain't No Nice Guy.